# Гаевое (Барский район)
Гаево́е (укр. Гайове́) — село на Украине, находится в Жмеринском районе Винницкой области.
Код КОАТУУ — 0520281001. Население по переписи 2001 года составляет 643 человека. Почтовый индекс — 23012. Телефонный код — 4341.
Занимает площадь 6,87 км².
До 17 июля 2020 года находилось в Барском районе Винницкой области.